# Casa-Torre de Balda
La Casa-Torre de Balda és un edifici pertanyent a la localitat guipuscoana d'Azkoitia. En ella va residir Marina de Licona, mare de Sant Ignasi de Loiola.

## Història
La casa-torre data del segle xiii, i és un tipus de construcció que respon a l'esquema típic de l'època a la zona guipuscoana. Encara que en origen la seva funció era fonamentalment defensiva, al segle xiv es va eliminar la torrassa– per ordre del rei Enric IV de Castella, igual que va fer amb altres edificacions del mateix tipus de la zona, com la Casa-Torre Enparan d'Azpeitia. Així, des d'aquesta demolició superior parcial la casa-torre conserva el seu aspecte en línies generals, la qual cosa la fa representativa dels caserius senyorials guipuscoans.
D'altra banda, des del punt de vista històric la casa ha estat un focus d'interès principal en la Lluita de Bàndols, sent un dels centres gamboïns per excel·lència. A més, a la Casa-Torre de Balda va viure Marina de Lincona, la mare de Sant Ignasi de Loiola, fins a 1467, data en la qual es va casar amb Beltrán de Loyola. Des d'aquesta casa torre va sortir també per a Amèrica, Don Martin de Balda, germà de Marina, al costat del seu fill, destinat com Oidor per a la Real Cancelleria de Lima.

## Estructura
L'edifici té planta irregular, a causa que ha estat remodelat i se li han fet afegits en multitud d'ocasions. La base i la zona baixa estan fetes en maçoneria (amb els carreus més treballats en les cantonades), mentre que la part superior està feta amb maó vermell menys resistent. De la torre que hi havia abans que fos demolida es conserven unes finestres bessones amb arcs apuntats.
L'interior es divideix en quatre plantes (planta baixa, dues altures i una golfa). L'edifici té diversos cossos, un dels quals conté una capella en honor de Sant Ignasi de Loiola.